# Ернест Вілімовський
Ернест Оттон Вілімовський (пол. Ernest Otton Wilimowski, 23 червня 1916, Катовиці, Німецька імперія — 30 серпня 1997, Карлсруе, Німеччина) — польський і німецький футболіст, нападник. Перший гравець, який забив чотири голи в одному матчі фінальної частини чемпіонату світу.

## Із біографії
Ернест Отто Праделла (нім. Ernst Otto Pradella) народився 23 червня 1916 року в Катовицях. Його батько загинув на Східному фронті у першу світову війну. Мати одружилася вдруге. В тринадцять років Ернест взяв прізвище вітчима — Вілімовський. Вихованець місцевого футбольного клуба «1.ФК Катовіце».
1934 року перейшов до складу найсильнішої польської команди тридцятих років — «Руху» (Хожув). З перших матчів став провідним гравцем атакувальної ланки клубу. Чудово взаємодіяв з партнерами Теодором Петереком і Герардом Водаржом, гравцями національної збірної. За п'ять років «Рух» здобув чотири перемоги в чемпіонаті Польщі і одного разу посів третє місце.
Вже в першому сезоні Ернест Вілімовський став найкращим бомбардиром чемпіонату: забив 33 голи в 21 матчі. Через рік найбільше забивали голів у ворота суперників двоє гравців хожувської команди: Вілімовський і Петерек. 21 травня 1939 року встановив рекорд результативності в одному матчі чемпіонату Польщі. У ворота «Уніон-Турінг» із Лодзі забив десять голів, а матч завершився з рахунком 12:1. Впевнено лідирувала команда і 1939 року, але турнір залишився незавершеним через вторгнення німецьких військ на територію Польщі. В останньому повоєнному сезоні знову став найкращим бомбардиром — 26 забитих м'ячів. Всього в чемпіонаті Польщі провів 86 матчів і забив 112 голів.
| Сезон | Команда       | Матчі | Голи |
| ----- | ------------- | ----- | ---- |
| 1934  | «Рух» (Хожув) | 21    | 33   |
| 1935  | «Рух» (Хожув) | 7     | 8    |
| 1936  | «Рух» (Хожув) | 15    | 18   |
| 1937  | «Рух» (Хожув) | 16    | 8    |
| 1938  | «Рух» (Хожув) | 14    | 19   |
| 1939  | «Рух» (Хожув) | 13    | 26   |

У національній збірній дебютував 21 травня 1934 року у віці 17 років 332 днів. У Копенгагені польські футболісти поступилися господарям з рахунком 2:4. Через два дні забив перший гол за збірну, у ворота шведської команди. У відбіркових матчах зі збірною Югославії поляки здобули путівку на чемпіонат світу 1938 року. Вілімовський забив один із чотирьох голів у першому матчі.

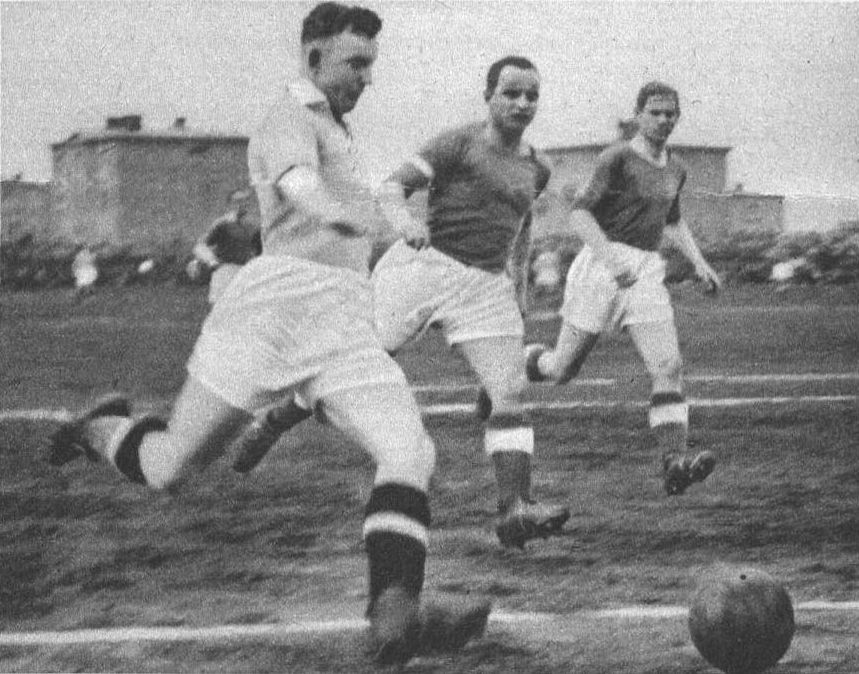
Варта - Рух, 1937 рік

Чемпіонат світу у Франції проходив за кубковою схемою, далі проходив переможець поєдинку. У першому матчі жереб звів поляків з бразильцями. 5 червня 1938 року в Страсбурзі основний час завершився внічию (4:4). Ернест Вілімовський забивав м'ячі на 53, 59 і 89 хвилинах. У додаткові півгодини відзначився ще одного разу, але цього виявилося замало. Лідер бразильської збірної Леонідас да Сілва встановив остаточний рахунок матчу: 6:5 на користь південноамериканців. Досягнення польського бомбардира трималося 56 років. На чемпіонаті світу 1994 року Олег Саленко забив п'ять голів у ворота збірної Камеруна.
Всього у складі збірної Польщі провів 22 матчі і забив 21 гол. В останньому поєдинку, 27 серпня 1939 року, тричі забивав у ворота віце-чемпіонів світу, збірної Угорщини.
Початок війни польські футболісти провели по-різному. Одні вступали до загонів спротиву окупації, інші — намагалися втекти. Але багато хто прийняв німецьке громадянство, зокрема, ті що народилися в Сілезії — колишній німецькій території. У воєнні роки Ернест Вілімовський виступав за «Катовіце» і німецькі команди «Хемніц» та «Мюнхен 1860». З мюнхенською командою виборов кубок Німеччини 1942 року. У фіналі була здобута перемога над найкращою німецькою командою того часу — «Шальке 04» (Гельзенкірхен). У 1941 і 1942 роках виступав за збірну Німеччини. Усього провів вісім матчів і забив тринадцять голів.
Після війни залишився в Німеччині. Багато хто в Польщі вважав його зрадником, через виступи у німецькій збірній. Захищав кольори клубів «Хемніц-Вест», «Хамельн-07», «Детмонд», «Аугсбург», «Оффенбург», «Зінген-04», ВФР «Кайзерслаутерн», «Кеглер». Завершив виступи на футбольних полях у 1959 році.
Помер 30 серпня 1997 року в Карлсруе.
У переліку RSSSF «Найкращі бомбардири в офіційних матчах» посідає восьме місце — 554 забитих м'ячів. З урахуванням товариських поєдинків його доробок складає 1175 голів.

## Досягнення
- Чемпіон Польщі (4): 1934, 1935, 1936, 1938
- Володар Кубка Німеччини (1): 1942
- Найкращий бомбардир чемпіонату Польщі (3): 1934, 1936, 1939